# إردميرسبور
إردميرسبور (بالتركية: Erdemir SK)‏ كان فريق كرة سلة تركي للمحترفين تأسس في سنة 2000 يقع مقره في زونغولداق. تم حل الفريق في سنة 2013

## أبرز اللاعبين
من أبرز اللاعبين الذين لعبوا معه:
- إردال بيبو
- هاكان ديميريل
- جيمس توماس
- مارك ديكل

## وصلات خارجية
- الموقع الرسمي